# بارلو (موسيقي)
بارلو (بالإنجليزية: Barlow)‏ هو مغني وكاتب غنائي وموسيقي ومغن مؤلف كندي بدأ مسيرته الفنية عام 2003.